# 13 изгнаний дьявола
«13 изгнаний дьявола» (исп. 13 exorcismos) — хоррор-фильм от создателей успешного в российском кинопрокате фильма «Заклятье. Дом 32» (2020). Фильм-номинант на премию «Гойя» (2023) в категории «Лучшие визуальные эффекты».
В российский прокат фильм вышел 19 января.

## Сюжет
Один спиритический сеанс изменил жизнь молодой девушки навсегда. Лаура становится проводником тёмных сил в наш мир. Чтобы вернуть дочь, семья девушки обращается к опытному священнику.

## В ролях
- Мария Романильос — Лаура
- Хосе Сакристан — падре Ольмедо
- Рут Диас — Кармен
- Урко Оласабаль — Томас
- Сильма Лопес — Лола

## Съемки
Съемки фильма проходили в Галисии, а именно в провинции Оуренсе, в Ордесе и городе Сантьяго-де-Компостела.

## Маркетинг
Локализованный трейлер фильма был опубликован в интернете в середине декабря.